# Salta
För andra betydelser, se Salta (olika betydelser).
Salta (spanska: Ciudad de Salta) är en stad i norra Argentina och den administrativa huvudorten för provinsen Salta. Folkmängden uppgick vid folkräkningen 2001 till 462 051 invånare, med totalt 468 583 invånare inkluderat några mindre förorter. Inom Saltas storstadsområde (área metropolitana) finns cirka 691 000 invånare, vilket gör den till näst största stad i nordvästra delen av landet.

## Beskrivning
Staden är belägen i Lerma-dalen, på 1 187 meters höjd över havet, i nordvästra Argentina. Cirka 70 km nordväst om staden ligger Abra del Acay, som är ett av världens högsta körbara bergspass.
Salta är den argentinska stad som bevarat mest av sin koloniala arkitektur.

## Bildgalleri

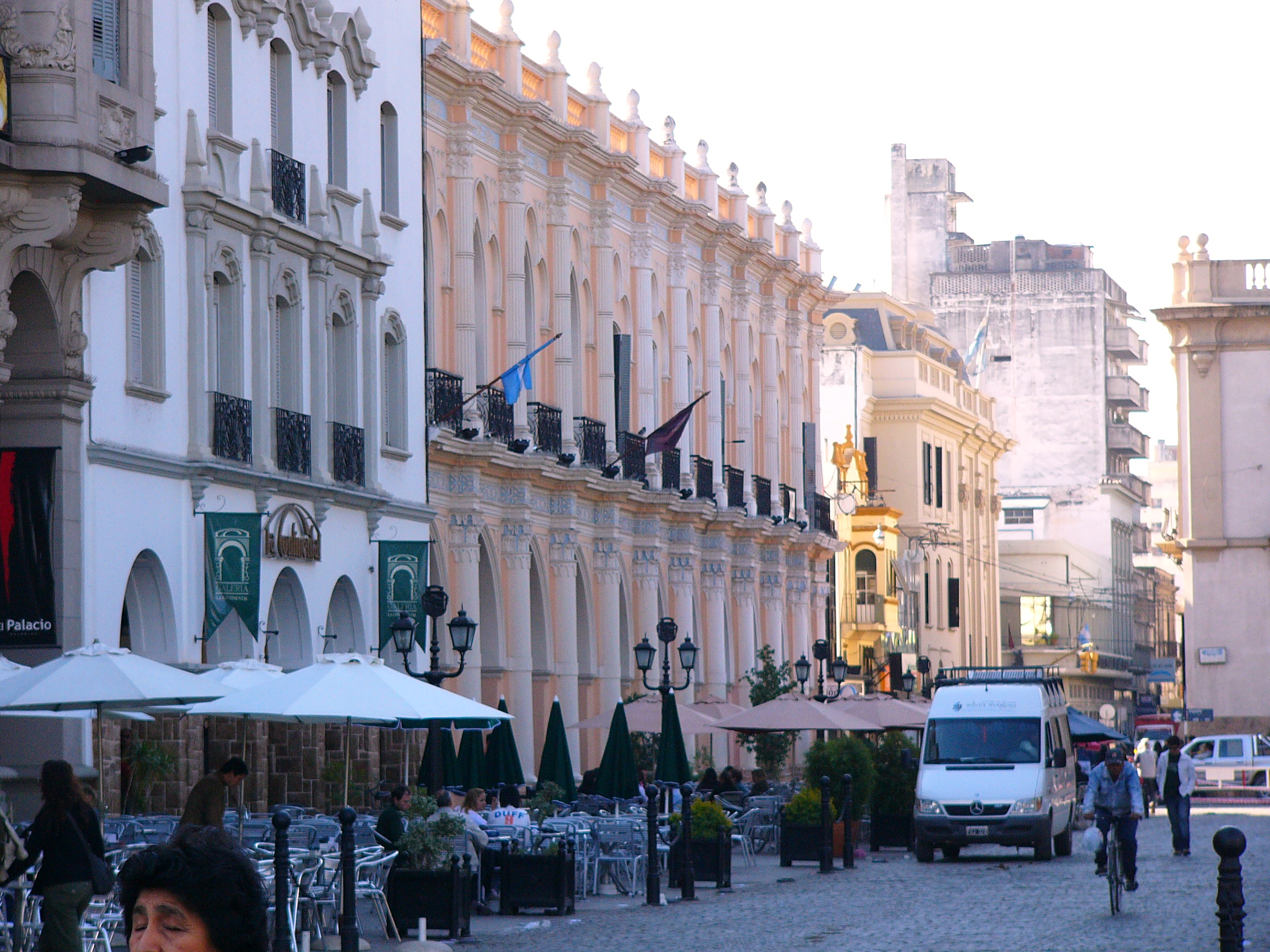
Stora torget.
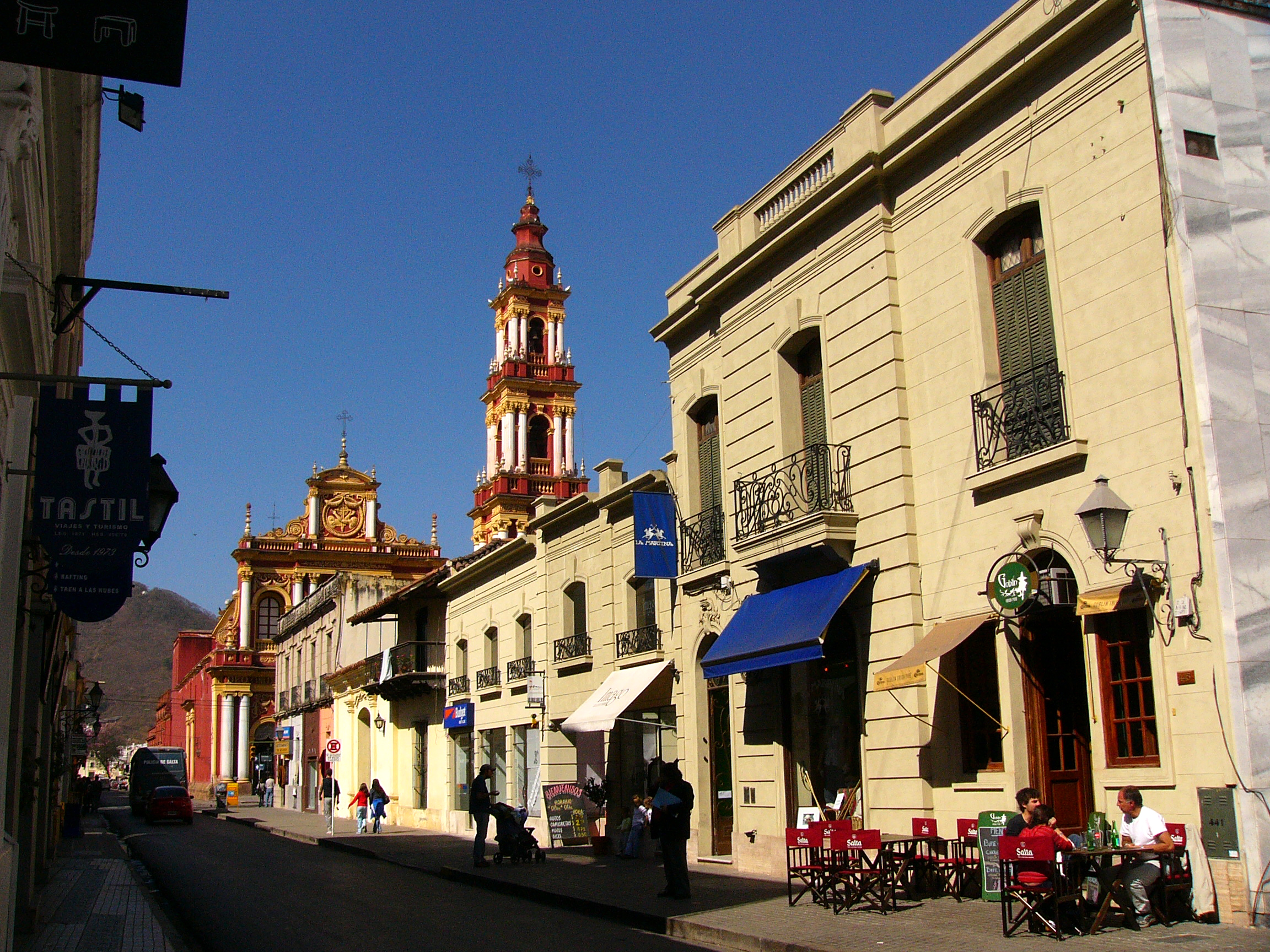
Gatubild med San Francisco-kyrkan i bakgrunden.
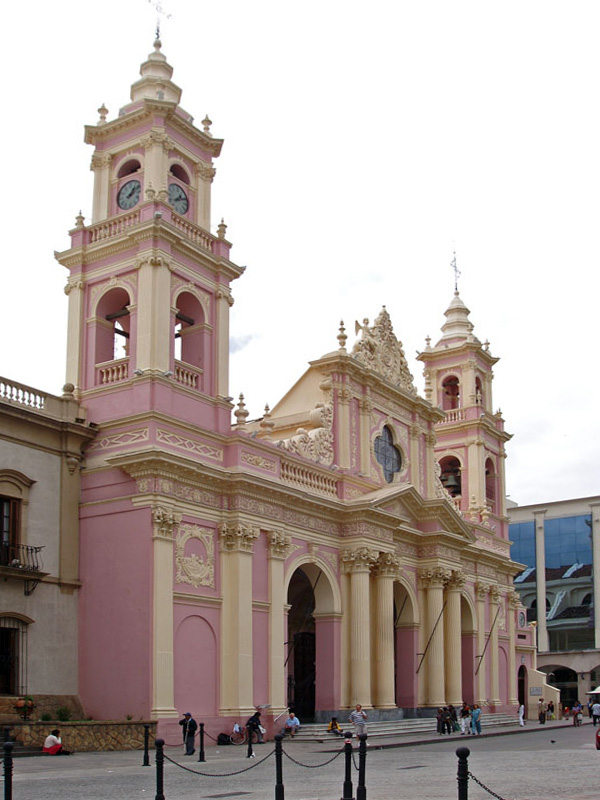
Katedralen i Salta.